# Oto Grigalka
Oto Grigalka (ros. Отто Янович Григалка, ur. 28 czerwca 1925 w Saikavie w gminie Madona, zm. 8 lutego 1993 w Madonie) – łotewski lekkoatleta startujący w barwach Związku Radzieckiego, specjalista pchnięcia kulą i rzutu dyskiem, dwukrotny medalista mistrzostw Europy.
Zdobył brązowy medal w pchnięciu kulą na mistrzostwach Europy w 1950 w Brukseli. Pokonali go jedynie Gunnar Huseby z Islandii i Angiolo Profeti z Włoch. Na igrzyskach olimpijskich w 1952 w Helsinkach Grigalka zajął 4. miejsce w pchnięciu kulą i 6. miejsce w rzucie dyskiem.
Zdobył srebrny medal w pchnięciu kulą na mistrzostwach Europy w 1954 w Bernie, za Jiřím Skoblą z Czechosłowacji, a przed swoim kolegą z reprezentacji ZSRR Heino Heinaste. Grigalka startował na tych mistrzostwach także w rzucie dyskiem, w którym zajął 6. miejsce.
Na igrzyskach olimpijskich w 1956 w Melbourne wystąpił tylko w rzucie dyskiem, w którym zajął 5. miejsce.
Wielokrotnie zdobywał medale w pchnięciu kulą na akademickich mistrzostwach świata (UIE): złoty w 1955 w Warszawie i srebrne w 1949 w Budapeszcie, 1951 w Berlinie i 1953 w Bukareszcie. 
Był mistrzem ZSRR w pchnięciu kulą w latach 1952–1954 i w rzucie dyskiem w latach 1953–1956 i 1959, wicemistrzem w pchnięciu kulą w 1950 i w rzucie dyskiem w 1952 i 1957 oraz brązowym medalistą w pchnięciu kulą w 1951 i 1955.
Dwukrotnie ustanawiał rekord ZSRR w pchnięciu kulą do wyniku 17,20 m (27 czerwca 1954 w Helsinkach) i czterokrotnie w rzucie dyskiem do wyniku 56,94 w (26 czerwca 1958 w Charkowie)
W 1955 otrzymał tytuł Zasłużonego Mistrza Sportu ZSRR. Po zakończeniu kariery zawodniczej był trenerem. Jego wychowankiem był m.in. Eduard Guszczin.
Jego żoną była Marija Pisariewa, wicemistrzyni olimpijska z 1956 w skoku wzwyż.